# Hombre a caballo (Gerard ter Borch)
Hombre a caballo es una obra de 1634 pintada por Gerard ter Borch. Muestra un hombre a caballo inclinado sobre la silla, alejándose del espectador. Se trata de un soldado con coraza, botas y sombrero de ala ancha. Se encuentra en la colección del Museo de Bellas artes, de Boston.

## Descripción
Esta pintura entró en la colección por una compra de 1961. Había sido vendida de la propiedad de Martha Dana Mercer.

Otras versiones del artista del mismo periodo son:

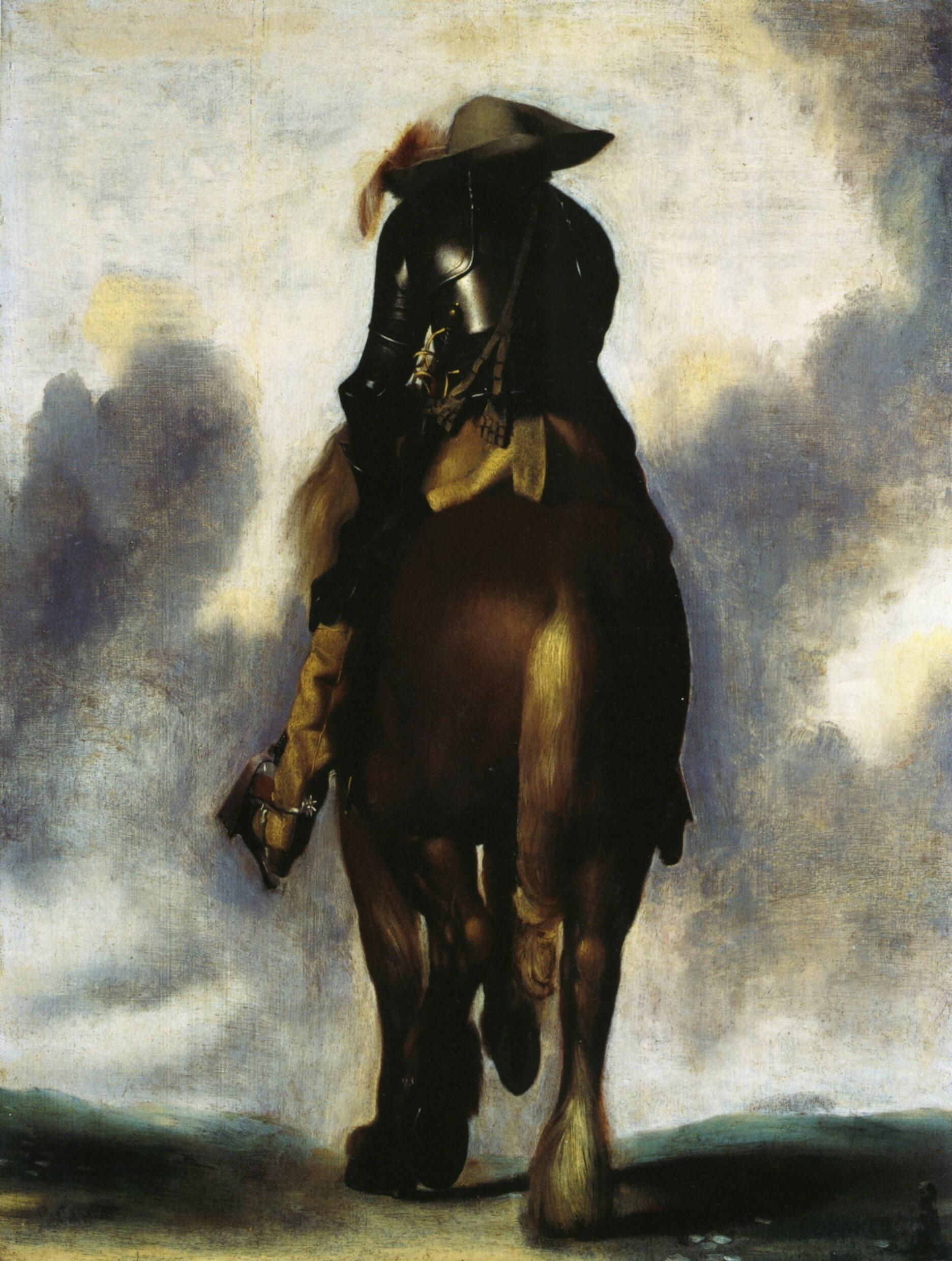
Hombre a caballo visto de espaldas, c. 1634 de Gerard ter Borch.
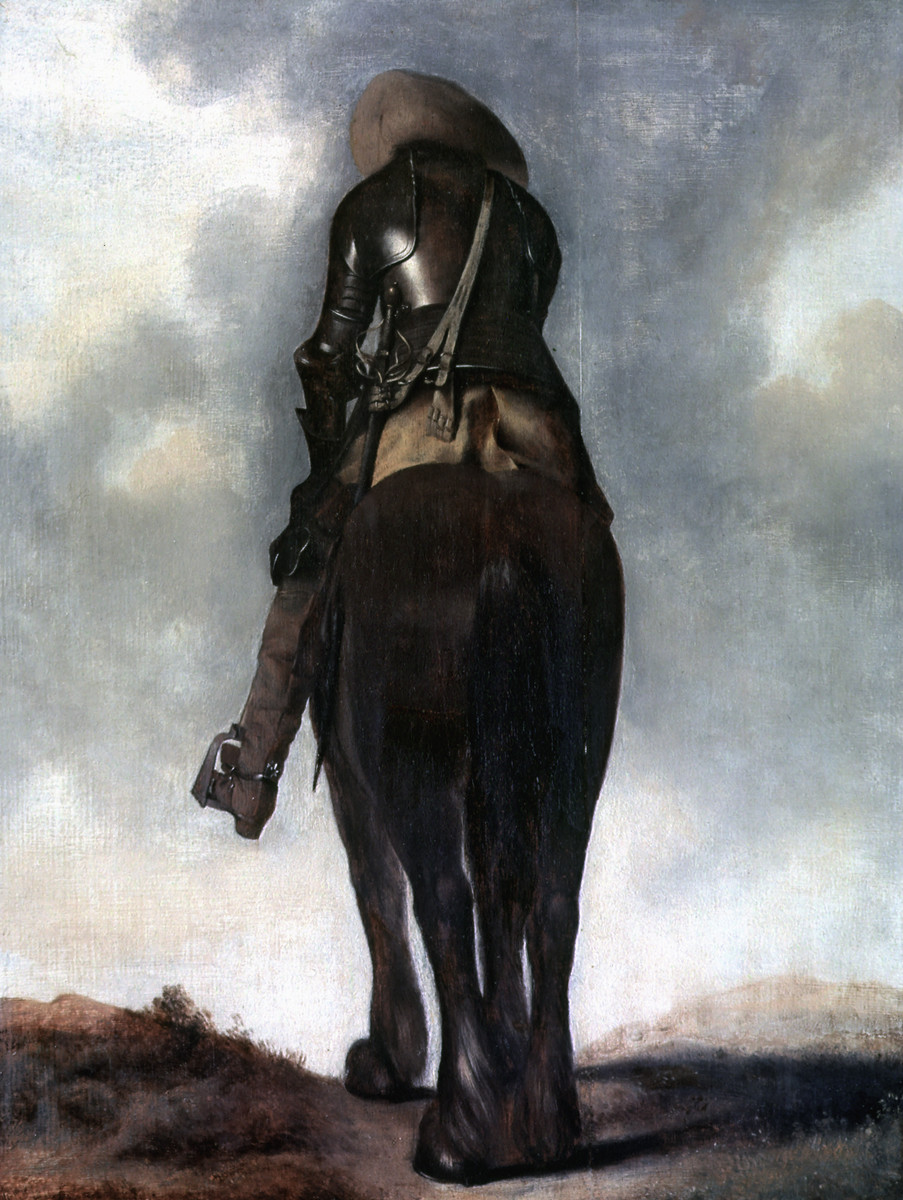
Hombre a caballo visto de espaldas, c. 1634 de Gerard ter Borch.
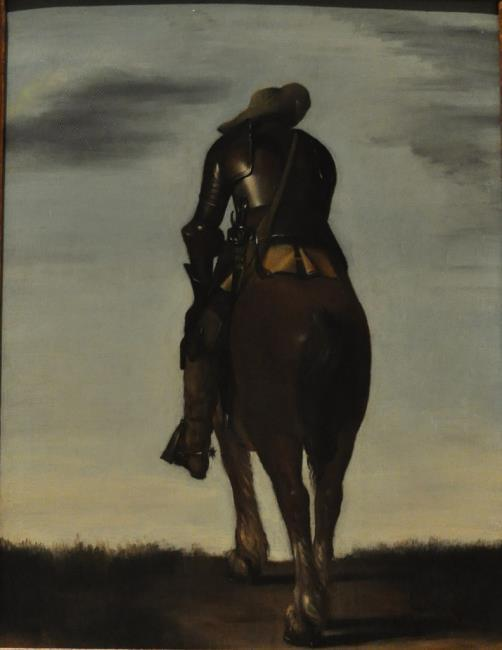
Hombre a caballo visto de espaldas, c. 1634 de Gerard ter Borch.